# 達利 (克羅埃西亞)
達利是位於克羅埃西亞東部多瑙河沿岸，鄰近塞爾維亞國境的一個村莊。據2011年人口普查，達利有人口3937人。